# Harpocrate
Pour les articles homonymes, voir Horus (homonymie) et Horus.

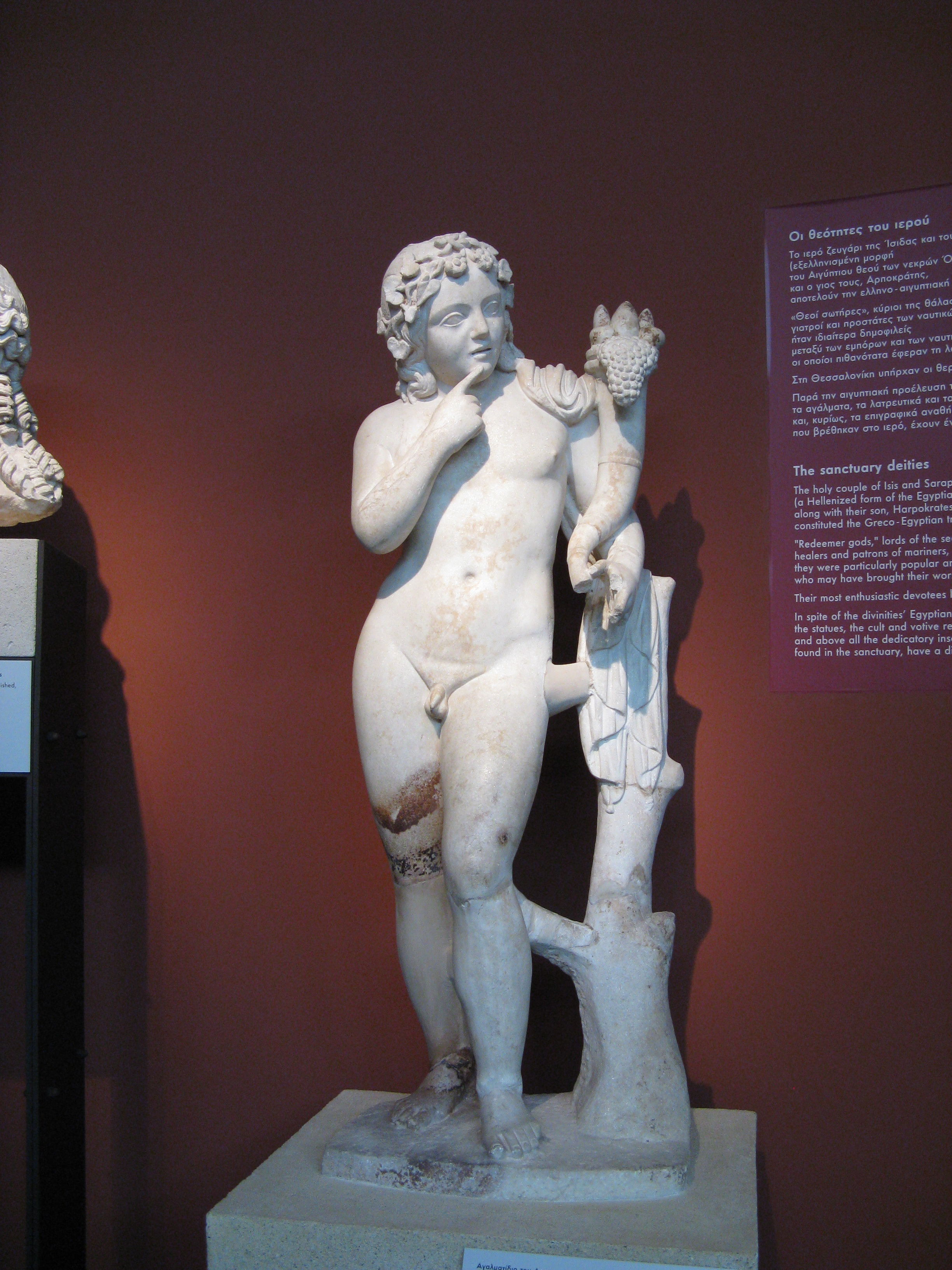
Le dieu hellénistique Harpocrate, dans le musée archéologique de Salonique.

Harpocrate (en grec ancien Ἁρποκράτης / Harpokratês) est dans la mythologie grecque un dieu enfant, adaptation de la divinité égyptienne Horus enfant.

## Dans les grandes mythologies antiques

### Égypte hellénistique
Dans la mythologie égyptienne, Harpocrate désigne Horus enfant, fils d'Isis et d'Osiris. C'est sous ce nom que le dieu Horus fut adoré à Alexandrie d'abord, puis dans tout le monde gréco-romain, à côté d'Isis, de Sarapis et d'Anubis. Ce nom n'est qu'une forme hellénisée des mots égyptiens « Har-pokhrat », qui signifient « Horus l'enfant ».

### Rome antique
Dans la mythologie romaine, Harpocrate existait en tant que divinité d'un culte à mystères. Représenté portant l'index à la bouche en un geste enfantin, son attitude fut mal interprétée par les auteurs classiques qui y virent une marque de silence. Il porte traditionnellement au cou une bulla.
Avec l’avènement de l’empire romain et l'expansion de ses frontières, la figure d’Harpocrate a été diffusée jusque dans certaines provinces gauloises puisqu’une statuette de terre cuite représentant Harpocrate, aujourd’hui conservée au musée de Bretagne à Rennes, a été retrouvée dans une villa dépendant de l'aire d'influence de la cité antique de Condate. 

## Représentations
Harpocrate est représenté comme un enfant nu, un doigt devant la bouche, la mèche de l'enfance sur le côté. « On lui conserva le geste qui distinguait ses images dans l'art égyptien, mais on attacha à ce geste un sens tout nouveau ; l'idée se répandit qu'en portant un doigt à sa bouche le dieu commandait aux initiés de garder le silence sur les profonds mystères qu'on leur avait révélés. » Catulle emploie par plaisanterie le nom d'Harpocrate pour désigner un personnage discret. Cependant, ce geste, purement enfantin, est lié à la légende même d'Horus enfant, fils posthume d'Osiris. Élevé en secret dans les marais du delta du Nil, le dieu, par la couronne qu'il porte, se présente comme héritier de son père et assimile progressivement tous les dieux fils du panthéon égyptien.

Amulette représentant Harpocrate, Basse Époque, (Musée égyptologique de Turin)

Statuette d'Arpocrate, bronze. Basse Époque, vers 722 et 332 a.C. Musée égyptologique de Turin

Parmi les figures d'Harpocrate, il faut distinguer d'abord celles où l'on a visiblement imité l'art égyptien, soit qu'elles aient été exportées d'Égypte dans l'Antiquité, soit qu'on les ait fabriquées hors de ce pays. Elles sont exécutées avec une raideur et une sécheresse voulues et elles portent des attributs copiés sur les monuments de l'Égypte, tels que le pschent et le fouet. À Myrina (Asie Mineure) on en a trouvé une en terre émaillée, chargée d'hiéroglyphes faux. En second lieu viennent les figures dont le style est conforme aux traditions de l'art grec ; quelques exemplaires, d'une facture hybride, pourraient servir de transition entre cette catégorie et la précédente.
Dans les images proprement gréco-romaines le dieu porte sur le front, comme ses parèdres Isis et Sarapis, une fleur de lotus ou un croissant. Il est généralement nu comme Éros, ou légèrement vêtu ; parfois aussi il a des ailes derrière le dos. Un carquois rappelle ses attributions de divinité solaire identifiée avec Apollon. Par suite du rapport que sa destinée présente avec celle du Dionysos des Mystères, il a le front ceint d'une couronne de lierre ; une nébride est jetée sur ses épaules ; sa main gauche tient une corne d'abondance, symbole de la fécondité de la nature, dont il personnifie les forces inépuisables. Parfois, il tient un vase sous un bras, contenant une bouillie dont il se nourrit avec l'index. Identifié avec Héraclès, vainqueur des monstres, il est parfois armé d'une massue. Il est probable qu'à l'origine les artistes ne donnèrent au jeune dieu alexandrin qu'un petit nombre d'attributs ; mais la plupart des images que nous possédons datent de l'époque où le syncrétisme accumulait sur une même divinité les symboles les plus divers. On confondit alors dans la personne d'Harpocrate tous les types de dieux enfants, créés par les artistes antérieurs. Les Romains ajoutèrent à ses attributs la bulla, qui chez eux ornait le cou des enfants ; on emprunta enfin à l'iconographie égyptienne l'épervier, qu'on plaça à ses côtés.